# Konrad Franz Bundschuh
Konrad Franz Bundschuh (* 1944 in Miltenberg) ist ein deutscher Diplompsychologe, Allgemein-, Sonder- und Heilpädagoge, der im Jahre 1974 die Sonderpädagogik an der Universität Würzburg mit den Studien- und Forschungsschwerpunkten Lernbehindertenpädagogik und Heilpädagogische Psychologie begründete und von 1993 bis 2010 den Lehrstuhl für Geistigbehinderten- und Verhaltensgestörtenpädagogik an der Universität München (LMU) innehatte. Forschungsschwerpunkte sind Sonderpädagogische Diagnostik und Heilpädagogische Psychologie (Entwicklung, Lernen, Diagnostik und Therapien bei Kindern und Jugendlichen mit Lern-, Leistungs- und Verhaltensstörungen).

## Werdegang
Nach dem Abitur studierte Bundschuh von 1964 bis 1967 Pädagogik an der Universität und Pädagogischen Hochschule Würzburg mit dem Abschluss erste Lehramtsprüfung, von 1965 bis 1969 Psychologie an der Universität Würzburg mit dem Abschluss Diplom in Psychologie.
Von 1970 bis 1972 studierte er Sonderpädagogik an der Universität München mit dem Abschluss erste Prüfung für das Lehramt an Sonderschulen, von 1970 bis 1973 Studium der Philosophie, Kinder- und Jugendpsychiatrie sowie Volkskunde als Promotionsstudium an den Universitäten München und Würzburg mit anschließender Promotion (1973) zum Dr. phil. an der Universität Würzburg, 1974 zweite Lehramtsprüfung; 1983 folgte die Habilitation im Fach Psychologie an der Universität Würzburg.
1974 wurde er aus dem Schuldienst als Dozent und Akademischer Rat an den neu gegründeten Lehrstuhl für Sonderpädagogik der Universität Würzburg berufen. 1982 bis 1984 vertrat Bundschuh eine Professur für Sonderpädagogische Diagnostik an der Universität Frankfurt und blieb weiterhin Akademischer Direktor und Professor an der Universität Würzburg.
1993 erhielt Bundschuh einen Ruf an die Ludwigs-Maximilians-Universität (LMU) München auf den Lehrstuhl für Geistigbehindertenpädagogik und Verhaltensgestörtenpädagogik der Fakultät für Psychologie und Pädagogik. Als Ordinarius hatte er diesen Lehrstuhl bis zu seiner Emeritierung im Jahre 2010 inne. Er gehörte von Anfang an dem Fakultätsrat an und war in den 1990er Jahren Prodekan dieser Fakultät.
Seine wissenschaftlichen Forschungsschwerpunkte liegen in den Bereichen Sonderpädagogische Diagnostik, Förderdiagnostik, Lernen unter behindernden Bedingungen, Lernen durch Spiel, Integration von Kindern mit Behinderungen, Stress, Burn-out und Coping, Spektrum Autismus und Kommunikationsförderung sowie Heilpädagogische Psychologie.
Seine Lehrbücher zu den Themenbereichen Sonderpädagogische Diagnostik, Förderdiagnostik, Emotionalität und Lernen, Heilpädagogische Psychologie und Allgemeine Heilpädagogik sind für Wissenschaftler und Studenten wegweisend.
Nach dem Lehramtsstudium (1964 bis 1967) war er Lehrer an Regel- und Sonderschulen von 1967 bis 1974. 1974 bis 1993 übte er Lehrtätigkeit am Lehrstuhl Sonderpädagogik der Universität Würzburg in den Fächern Sonderpädagogik, Lern- und Geistigbehindertenpädagogik sowie Heilpädagogische Psychologie aus. 1983/84 übernahm er eine Vertretungsprofessur an der Universität Frankfurt für Sonderpädagogische Diagnostik und Sonderpädagogische Psychologie.
Seit 1993 war er Ordinarius und Inhaber des Lehrstuhles für Verhaltensgestörtenpädagogik und Geistigbehindertenpädagogik am Institut für Sonderpädagogik der Ludwig-Maximilians-Universität München (LMU) mit den Lehr- und Forschungsschwerpunkten soziale und emotionale Entwicklung sowie geistige Entwicklung und Lernen. Es folgten Vortragstätigkeiten an verschiedenen Universitäten im In- und Ausland, z. B. Kairo, Budapest, Wien, Brno, Fribourg, Basel, Berlin, Köln, Hamburg und Seoul. 1998/99 übernahm er eine Gastprofessur an der Universität Wien und 2000 an der Universität Basel, 2002 war er Gastdozent am Institut für Lerntherapie Schaffhausen/Zürich.
Die Durchführung eines internationalen Kongresses an der Ludwig-Maximilians-Universität München im Jahre 2000 mit der Thematik „Wahrnehmen, Verstehen, Handeln. Perspektiven für die Sonder- und Heilpädagogik im 21. Jahrhundert“ sowie im Jahre 2001 die Durchführung der 38. Arbeitstagung der Dozentinnen und Dozenten der Sonderpädagogik in deutschsprachigen Ländern, weitere Kongresse und jährliche Tagungen zu den Bereichen soziale und emotionale Störungen, Lernschwierigkeiten, Emotionalität und Lernen, Prävention emotionaler Störungen, Störungen der geistigen Entwicklung lagen in Bundschuhs Verantwortung.

## Forschungsschwerpunkte
- Sonderpädagogische Diagnostik, Förderdiagnostik,
- Lernen durch Spiel
- Lernen unter behindernden Bedingungen,
- Integration von Kindern mit geistiger Behinderung,
- Stress, Burnout und Coping,
- Spektrum Autismus und Kommunikationsförderung durch Facilitated Communication,
- Emotionalität, Lernen und Verhalten,
- Heilpädagogische Psychologie mit den Schwerpunkten Entwicklung, Lernen, Diagnostik und Therapien.

## Werke
- Dimensionen der Förderdiagnostik bei Kindern mit Lern-, Verhaltens- und Entwicklungsproblemen. München/Basel 1985, ISBN 3-497-01093-6.
- Praxiskonzepte der Förderdiagnostik. 2. Auflage. Bad Heilbrunn 1994, ISBN 3-7815-0763-7.
- als Hrsg.: Wahrnehmen, Verstehen, Handeln. Perspektiven für die Sonder- und Heilpädagogik im 21. Jahrhundert. Bad Heilbrunn 2000, ISBN 3-7815-1125-1.
- als Hrsg.: Sonder- und Heilpädagogik in der modernen Leistungsgesellschaft – Krise oder Chance? Bad Heilbrunn 2002, ISBN 3-7815-1241-X.
- Emotionalität, Lernen und Verhalten. Bad Heilbrunn 2003, ISBN 3-7815-0993-1.
- Heilpädagogische Psychologie. 4. Auflage. München/Basel 2008, ISBN 978-3-8252-1645-0. (in koreanischer Sprache: Seoul 2004, ISBN 89-7007-658-1)
- mit U. Heimlich und R. Krawitz (Hrsg.): Wörterbuch Heilpädagogik. Bad Heilbrunn 2007, ISBN 978-3-8252-8349-0.
- mit J. Bach (Hrsg.): Prävention und Intervention über die Lebensspanne. Bad Heilbrunn 2009, ISBN 978-3-7815-1716-5.
- Allgemeine Heilpädagogik. Stuttgart 2010, ISBN 978-3-17-021141-4.
- Förderdiagnostik konkret. Theoretische und praktische Implikationen für die Förderschwerpunkte Lernen, geistige, emotionale und soziale Entwicklung. 4. Auflage. Bad Heilbrunn 2019, ISBN 978-3-7815-2322-7.
- Einführung in die sonderpädagogische Diagnostik. 9. Auflage. München 2019, ISBN 978-3-8252-5286-1.

## Artikel (Auswahl)
- „Kinderorientierte Pädagogik“ statt „Sonderpädagogik“. In: N. Stoellger, O. Sasse (Hrsg.): Offene Sonderpädagogik – Innovationen in sonderpädagogischer Theorie und Praxis. Frankfurt/Bern 1989, ISBN 3-631-42333-0, S. 235–245.
- Assessment – a critical view. In: C. de Jong, H. Neugebauer (Hrsg.): Timely intervention. Special help for special needs. Würzburg 1996, ISBN 3-925265-60-0, S. 85–100,
- Analyse behindernder Bedingungen. In: H. Eberwein, S. Knauer (Hrsg.): Handbuch Lernprozesse verstehen. Wege einer neuen sonderpädagogischen Diagnostik. Weinheim 1998, ISBN 3-407-83144-7, S. 165–181.
- Krisen meistern – Chancen wahrnehmen. In: K. Bundschuh (Hrsg.): Sonder- und Heilpädagogik in der modernen Leistungsgesellschaft – Krise oder Chance? Bad Heilbrunn 2002, ISBN 3-7815-1241-X.
- Förderdiagnostik im 21. Jahrhundert – Zwischen Problem- und Kompetenzorientierung. In: W. Mutzeck, F. Jogschies (Hrsg.): Neue Entwicklungen in der Förderdiagnostik. Weinheim 2004, ISBN 3-407-57213-1, S. 39–54.
- Möglichkeiten und Grenzen von Integration aus sonder- und heilpädagogischer Sicht. In: U. Becker, A. Graser (Hrsg.): Perspektiven der schulischen Integration von Kindern mit Behinderung. Baden-Baden 2004, ISBN 3-8329-1014-X, S. 15–40.
- Testtheoretische und methodische Fragen der Diagnostik. In: B. Stahl, D. Irblich (Hrsg.): Diagnostik bei Menschen mit geistiger Behinderung. Ein interdisziplinäres Handbuch. Göttingen 2005, ISBN 3-8017-1956-1, S. 30–48.
- Zur Bedeutung diagnostischer Verfahren im Kontext sozialer und emotionaler Störungen. In: B. Gasteiger Klicpera (Hrsg.): Handbuch „Förderschwerpunkt soziale und emotionale Entwicklung“. Göttingen 2008, ISBN 978-3-8017-1707-0, S. 159–173.
- Durch (An-)sprache zum Verstehen. Möglichkeiten der Annäherung an das Erleben und Verhalten. In: J. Gruntz-Stoll (Hrsg.): Verwahrlost, beziehungsgestört, verhaltensoriginell : zum Sprachwandel in der Heil- und Sonderpädagogik. Bern 2006, ISBN 3-258-06957-3, S. 93–122.
- Systeme – Inklusion – Betroffene. Grenzen und Möglichkeiten der Verwirklichung. In: C. Breyer u. a. (Hrsg.): Sonderpädagogik und Inklusion. Oberhausen 2012, ISBN 978-3-89896-483-8, S. 101–114.
- Riskante Herausforderungen an die Heilpädagogik in der (post-)modernen Leistungsgesellschaft. In: U. Stinkes, E. Schwarzburg v. Wedel (Hrsg.): Sonderpädagogik und Verantwortung. Heidelberg 2012, ISBN 978-3-8253-8342-8, S. 37–55.
- Grundlagen der Förderplanung. In: Holger Schäfer, Christel Rittmeyer (Hrsg.): Handbuch Inklusive Diagnostik. Beltz Verlag, 2015, ISBN 978-3-407-83187-3, S. 269–286.

| Personendaten    | Personendaten                      |
| ---------------- | ---------------------------------- |
| NAME             | Bundschuh, Konrad Franz            |
| KURZBESCHREIBUNG | deutscher Sonder- und Heilpädagoge |
| GEBURTSDATUM     | 1944                               |
| GEBURTSORT       | Miltenberg                         |